# سفر الإختفاء
سفر الاختفاء هي رواية للكاتبة الفلسطينية ابتسام عازم، صدرت لأول مرة بألمانيا عام 2014 في 240 صفحة عن منشورات الجمل. ترجمت الرواية إلى عدة لغات. ترجمها إلىالإنجليزية، الكاتب العراقي سنان أنطون عن منشورات سيراكيوز في يوليوز 2019. تروي عازم قصة صحفي إسرائيلي شاب يواجه لغز اختفاء صديقه الفلسطيني، مستكشفةً بأسلوب مؤثر أبعاد النكبة، والخيانة، والمحو، والانتماء. تجمع الرواية بين السرد الواقعي والخيال السياسي، مقدمةً رؤية فريدة للصراع الفلسطيني-الإسرائيلي.

## ملخص الرواية
تدور أحداث الرواية حول فكرة خيالية تتمثل في اختفاء الفلسطينيين جميعًا فجأة من الأرض، دون تفسير أو سابق إنذار. تتناول الرواية تداعيات هذا الاختفاء على المستويات السياسية والاجتماعية في إسرائيل والعالم، وكيف يتعامل الإسرائيليون مع هذا الحدث الغامض. من خلال هذه الفرضية، تُلقي الرواية الضوء على أهمية الفلسطينيين في النسيج السياسي والاجتماعي للمنطقة، وعلى ما يُعرف بـ"سياسة الإقصاء" التي تمارسها إسرائيل. تمثل مدينة يافا في الرواية رمزًا للاختفاء والتهجير الفلسطيني. تصف الكاتبة كيف كانت المدينة مزدهرة قبل النكبة، ولكنها شهدت اختفاء الفلسطينيين بعد الاحتلال. كما وصفت السجن، كمكان للظلم والقمع، و الاختفاء السياسي والاجتماعي، إذ يتأثر الفلسطينيون بالتهجير أو الاعتقال.
تناقش الرواية العديد من القضايا منها الهوية الفلسطينية، تُظهر الرواية أهمية الفلسطينيين كجزء لا يتجزأ من المشهد السياسي والاجتماعي. كما تتناول الآثار المدمرة للاحتلال الإسرائيلي وسياسات التهجير.

## الشخصيات
- تاتا هدى، الجدة الفلسطينية التي تحمل ذاكرة وطنها،
- علاء العساف، حفيد تاتا وابن نكسة 1967، الذي يستعيد ذكرياتها من خلال مذكرات مكتوبة.
- حبيبة العجوز السبعينية، التي تمثل أحد أوجه الذاكرة الجماعية الفلسطينية. تعيش في عالمها الخاص، حيث يعكس وجودها حكمة وتجارب أجيال سبقت. ارتباطها بمفهوم الاختفاء يظهر من خلال فقدانها للكثير من أحبتها وأرضها، مما يجسد المعاناة الشخصية والجماعية للفلسطينيين. حضورها في الرواية يعزز البعد الإنساني والتاريخي للصراع.
- وليد، السجين الفلسطيني، يمثل تجسيدًا للمعاناة الفردية تحت الاحتلال، حيث يعكس السجن ليس فقط تقييد الحرية الجسدية، ولكن أيضًا محاولة طمس الهوية الوطنية. اختفاؤه داخل جدران السجن يرمز إلى القمع الذي يعانيه الفلسطينيون وغياب العدالة. من خلال شخصية وليد، تسلط الرواية الضوء على قصص الأسرى كجزء لا يتجزأ من النضال الفلسطيني.
- الصحافي الإسرائيلي أريئيل، الذي يعكس وجهة نظر الاحتلال. يمثل تناقضًا بين المعرفة والإنكار فيما يتعلق بالتاريخ الفلسطيني، مما يعكس التوتر الداخلي في المجتمع الإسرائيلي حيال النكبة. شخصية أريئيل تسلط الضوء على التحديات الأخلاقية التي يواجهها من يدرك الحقائق لكنه يبقى متورطًا في النظام القمعي. دوره في الرواية يعمق النقاش حول الصراع، الهوية، والعدالة.[6]

## أسلوب الكتابة
تستخدم الرواية أسلوب السرد المتعدد الأصوات، حيث تنقل وجهات نظر شخصيات مختلفة، مما يعكس تعقيدات الصراع. كما تعتمد على الأسلوب السردي المكثف، مع مزيج من الواقعية والخيال. استخدمت ابتسام عازم تقنية "ماذا لو؟" لتقديم رؤية خيالية تسلط الضوء على واقع سياسي معقد.

## التأثير
ترجمت الرواية لعدة لغات منها الإنجليزية والايطالية، مما أتاح لها رواجًا بين القراء الدوليين وفتحت آفاقًا جديدة لفهم القضية الفلسطينية من منظور أدبي. اعتبرت الكاتبة مولي كرابابل، أن الرواية تستحق مكانتهما بجانب أعمال بارزة مثل رواية الصبار للكاتبة الفلسطينية سحر خليفة